# 杜馬 (敘利亞)
杜馬是敘利亞的城市，大马士革农村省首府，位於該國西南部，距離首都大馬士革10公里，海拔高度428米，2007年人口117,679，是全國第九大城市。
33°34′20.15″N 36°24′06.52″E / 33.5722639°N 36.4018111°E
1. ↑  . CBSSYR.   [2013-11-17]. （原始内容存档于2019-12-09）.